# Восток (атолл)
Восток (англ. Vostok) — необитаемый атолл в южной части архипелага Лайн (Кирибати).
Открыт антарктической экспедицией Ф. Ф. Беллинсгаузена в 1820 году. Английские названия и варианты написания: Vostok Island, Staver Island, Anne Island, Bostock Island, Leavitts Island, Reaper Island, Wostock Island, Wostok Island.

## География

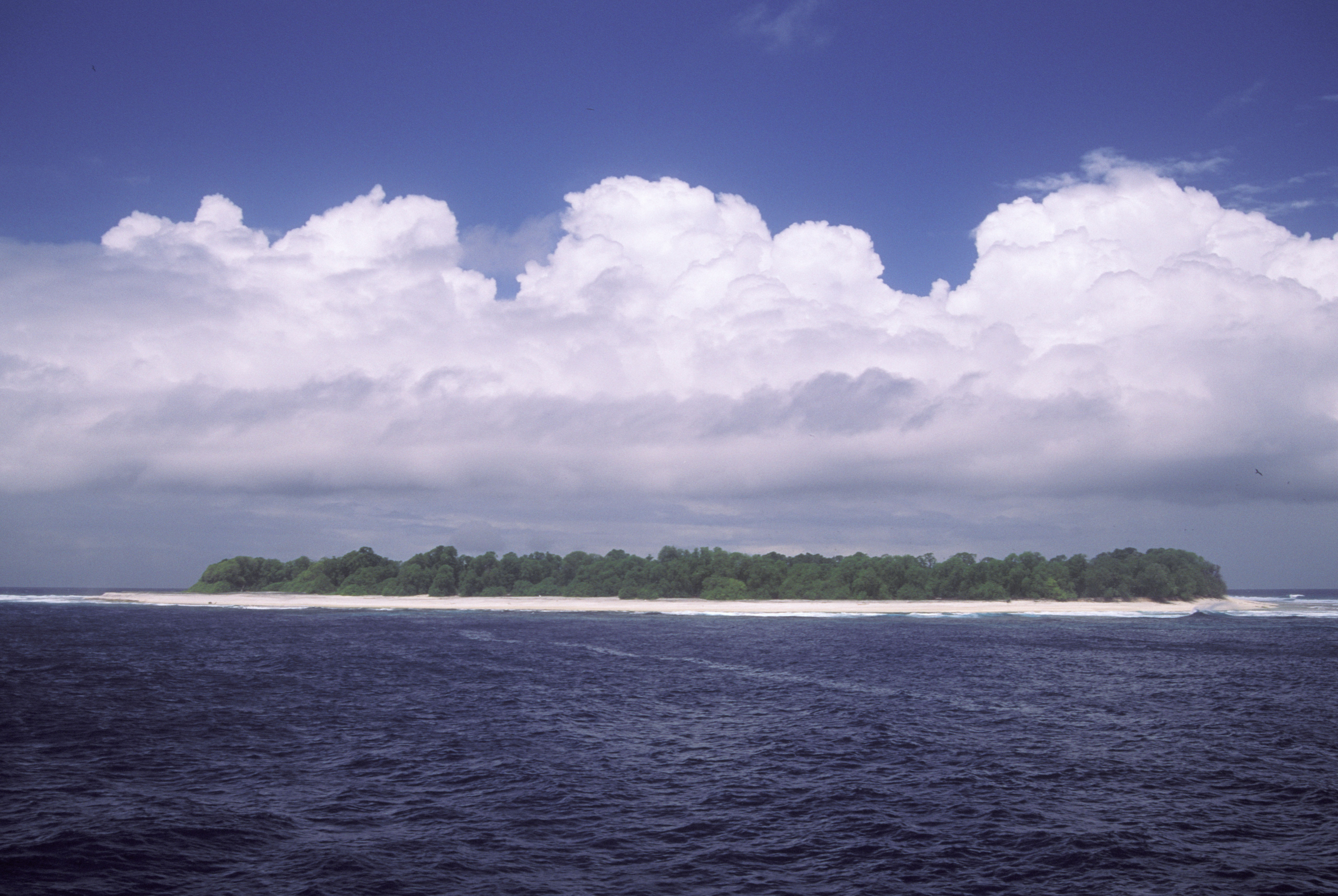
Вид на остров с моря

Атолл Восток находится в 158 км от острова Флинт, 230 км от острова Каролайн, 709 км от острова Молден и в 1490 км от Раротонга (острова Кука). Площадь острова — 24 га.
Атолл Восток — один из наименее потревоженных человеком островов в архипелаге Лайн.
Восток — маленький песчаный и коралловый остров треугольной формы, окаймленный рифами, но без лагуны. На острове отсутствует источник пресной воды.
Внутренняя часть атолла покрыта слоем торфа толщиной до 1 м, который опирается на твёрдый грунт. Слой торфа влажный на глубине до 30 см. На юге и западе острова пляж примерно 50 м в ширину, на востоке — 25−35 м шириной.
На атолле высокая вероятность пожаров в случае засухи из-за наличия торфа.

## Флора
Растительность острова крайне скудна. В центре острова растёт пизония большая (Pisonia grandis) (занимает площадь 10—15 га), образующая непроходимые заросли на западном побережье.
Бурхавия ползучая (Boerhavia repens) образует травяной покров в лесах острова и образует ленты шириной по 3—10 м на севере и юго-востоке острова. На атолле также представлено суккулентное растение сезувиум (Sesuvium portulacastrum). Вся остальная территория острова покрыта песком или осколками кораллов.

## Фауна
Восток — единственный остров в архипелаге Лайн, на который человеком не были завезены млекопитающие, кроме малой крысы. Археологическая история острова мало изучена, но наличие крыс указывает на то, что в доисторические времена на острове побывали полинезийцы.
Остров Восток является местом размножения многих морских птиц: красноногой олуши (Sula sula), большого фрегата (Fregata minor), малого фрегата (Fregata ariel), крачки малой (Anous minutus), крачки белой (Gygis alba), которые обустраивают свои гнёзда в зарослях пизонии. Другие виды птиц, которых можно встретить здесь, являются белая олуша (Sula dactylatra), бурая олуша (Sula leucogaster), бурая крачка (Anous stolidus). На атолл также прилетает несколько видов птиц с северного полушария: азиатская бурокрылая ржанка (Pluvialis fulva), таитянский кроншнеп (Numenius tahitiensis), пепельный улит (Heteroscelus incanus). Единственное млекопитающее острова малая крыса (Rattus exulans). На острове также обитают эмойя (Emoia cyanura), зелёная черепаха (Chelonia mydas) и пальмовый вор (Birgus latro) — вид краба.
В июне 1979 года остров Восток был объявлен заповедником. На острове запрещено убивать зелёных черепах и любых представителей местной фауны. Восток находится под защитой благодаря своей отдалённости от других обитаемых островов.

## История
Остров был открыт 3 августа 1820 года русским путешественником Фаддеем Беллинсгаузеном и был назван в честь его корабля «Восток». На остров Беллинсгаузен не высаживался. В 1821 году остров был замечен капитаном Стэверсом (Captain Stavers) с корабля «Тускан» (Tuscan) и капитаном Торнтоном (Captain Thornton) с корабля «Супплай» (Supply). Капитан Джошуа Коффин (Captain Joshua Coffin) с корабля «Гангес» (Ganges) назвал его островом Рипер (Reaper Island) в 1828 году. В дальнейшем Восток будет назван островом Ливиттс (Leavitts Island) экипажем с корабля «Перувиан» (Peruvian). 8 февраля 1841 года остров исследовала американская экспедиция во главе с лейтенантом Чарльзом Уилксом (Charles Wilkes). В дальнейшем Уилкс назвал его островом Стэверс. 22 октября 1884 года на остров высадился лейтенант МакФарлэн (MacFarlane) и собрал образцы яиц чёрной крачки. В 1935 году на остров высадился капитан Уильям Грейг Андерсон (Captain William Greig Anderson). Он собрал образцы растущей здесь пизонии для музея епископа 22 марта 1935 года, а в мае составил карту острова.
Британский протекторат был установлен на острове в 1873 году.
В 1922 году была предпринята безуспешная попытка создать на острове плантацию кокосовой пальмы.
В настоящее время атолл необитаем. Остров Восток является заказником.
Остров Восток является территорией республики Кирибати. До недавних пор остров сдавался в аренду капитану Омеру, Французская Полинезия, но в 1989 году срок закончился.

## Галерея

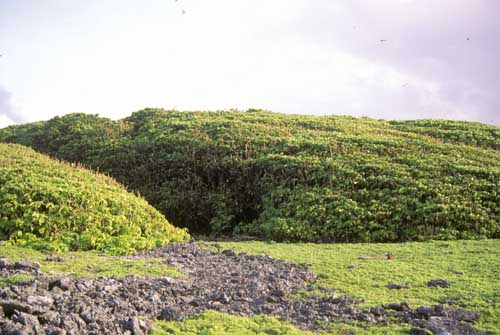
Заросли Pisonia grandis на атолле Восток формируются под воздействием сильных ветров
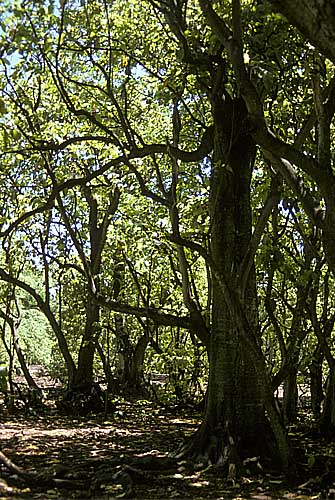
Молодой лес пизонии
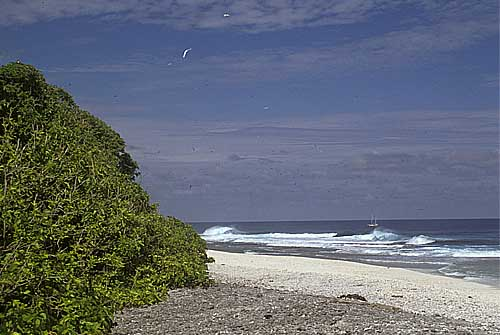
Западное побережье атолла